# Леви-людожери з Цаво

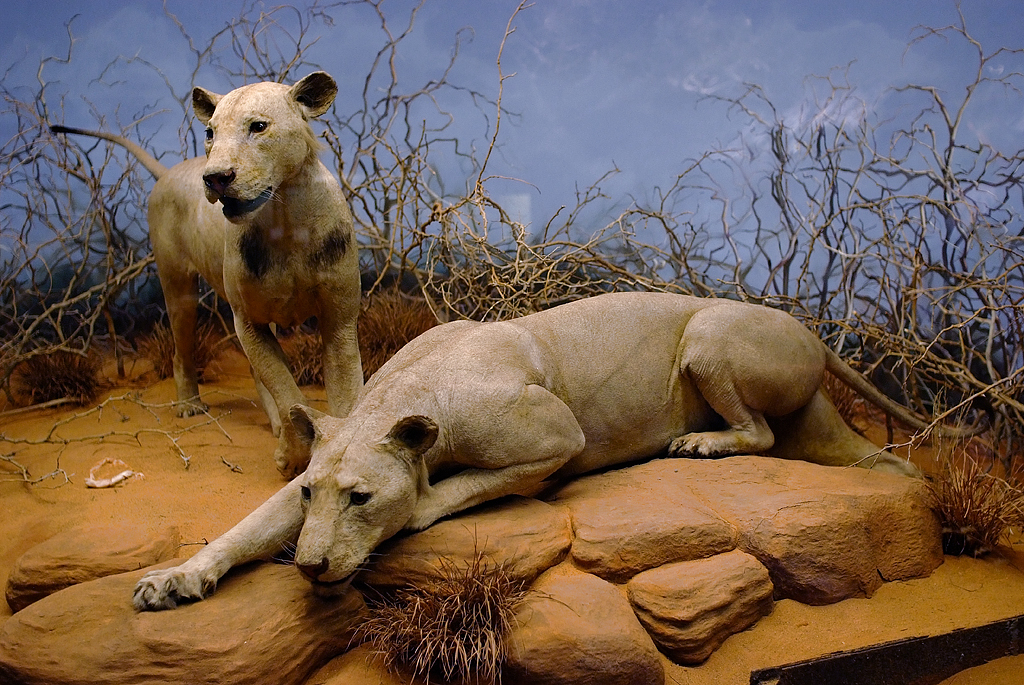
Леви-людожери з Цаво у Музеї природної історії імені Філда у Чикаго

Людожери з Цаво — два леви-людожери, які жили у районі річки Цаво (сучасна Кенія) у 1898 році, під час будівництва Угандійської залізниці.

## Історія

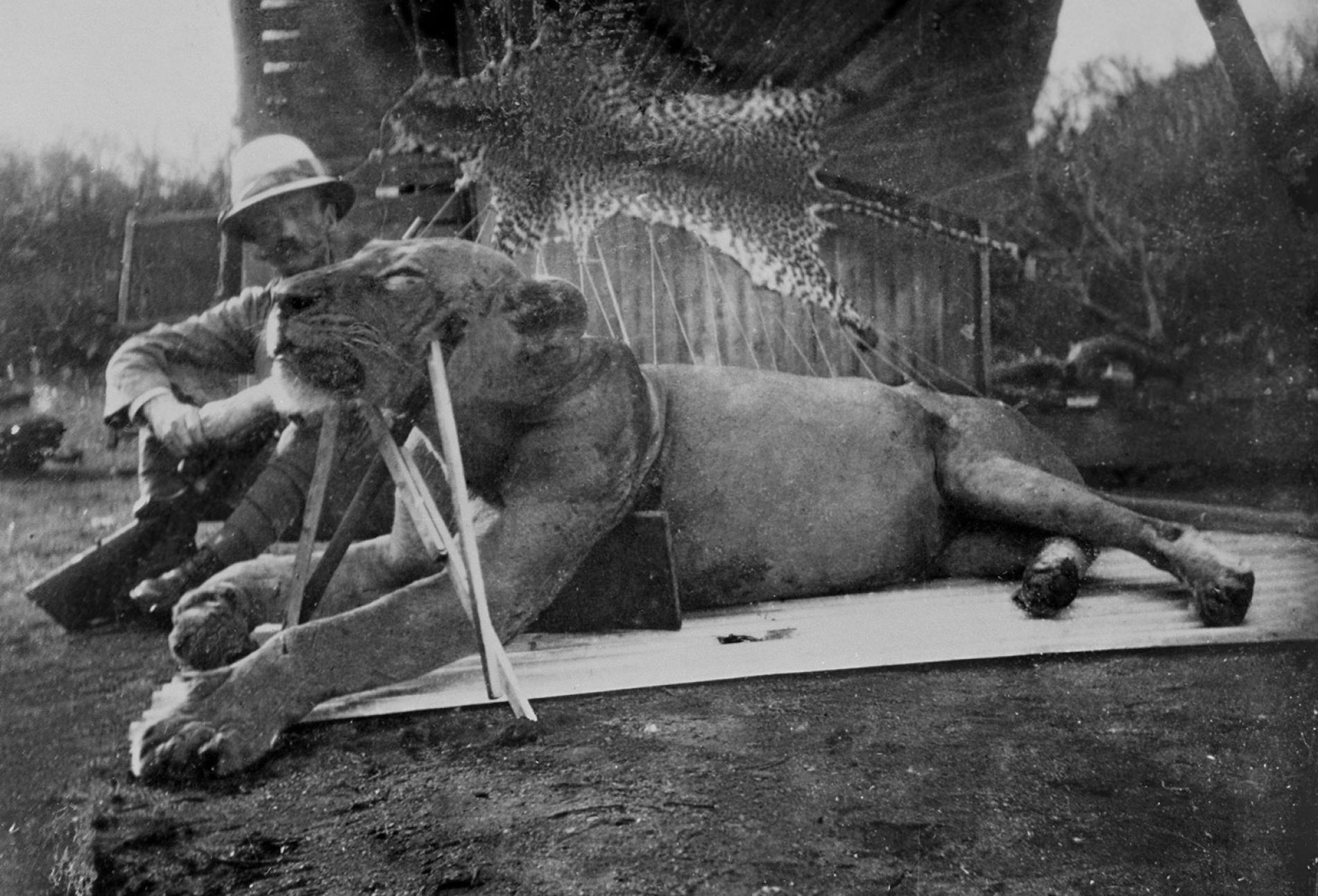
Перший убитий лев

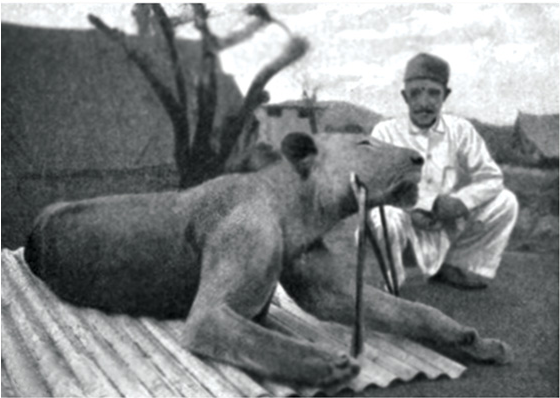
Другий убитий лев

У березні 1898 року розпочалося будівництво постійного моста через річку Цаво — ділянки Угандійської залізниці. Будівництвом керував Джон Генрі Паттерсон. Понад дев'ять місяців, з березня по грудень, періодично на робітників нападали два лева-людожера. Чоловіки, намагаючись захиститися від левів, будували навколо наметів огорожі з колючого чагарнику (бома), але вони не допомагали. Через ці напади сотні робітників покинули Цаво, і будівництво було призупинено. 9 грудня 1898 року Паттерсону вдалося застрелити першого лева. 29 грудня був убитий і другий лев.
Обидва лева відрізнялися від інших тим, що не мали гриви, хоча були самцями. Довжина обох левів від кінчика носа до кінчика хвоста становила близько дев'яти футів (близько трьох метрів).
У 1907 році вийшла книга Паттерсона «Людожери з Цаво» (The Man-eaters of Tsavo, російський переклад окремих глав опублікований в альманасі «На суші й на морі», 1962 р.). У 1924 році Паттерсон продав шкури левів Музею природної історії ім. Філда в Чикаго. З левів зробили опудала, які й досі можна побачити в музеї.
Про кількість жертв Паттерсон повідомляв різні відомості. У книзі від 1907 року він писав, що леви убили двадцять вісім робітників-індійців, а кількість убитих африканців невідома. У брошурі, написаній в 1925 році для Музею ім. Філда, він називав іншу кількість убитих — сто тридцять п'ять.
У 2007 році представник Національного музею Кенії заявив, що останки левів повинні бути повернуті до Кенії, оскільки це важлива частина кенійської історії. У 2009 році подібну заяву зробив міністр культури і спадщини Кенії Вільям Оле Нтімама.

## Дослідження
У музеї леви зберігаються під номерами FMNH 23970 і FMNH 23969. У 2009 році група вчених з Музею ім. Філда і Каліфорнійського університету в Санта-Крус досліджувала ізотопний склад кісток і шерсті левів. Вони з'ясували, що перший лев з'їв одинадцять чоловік, а другий — двадцять чотири. Один з авторів дослідження, куратор Музею ім. Філда Брюс Паттерсон (не родич Д. Г. Паттерсона, однофамілець), заявив: «Досить безглузді заяви, які зробив у своїй книзі полковник Паттерсон, можуть бути зараз багато в чому спростовані». У той же час інший автор, ад'юнкт-професор антропології в Каліфорнійському університеті Натаніель Доміні, підкреслив: «Наші докази вказують на число з'їдених людей, але не на кількість убитих».
Можливі причини, за якими леви стали людожерами, такі :
- епізоотія чуми великої рогатої худоби, яка зменшила кількість звичайних для левів жертв, що змусило їх шукати нову здобич;
- звичка поїдати трупи людей в районі річки Цаво, через яку проходило безліч караванів з рабами з внутрішніх районів до Індійського океану;
- кремація робітників-індійців, після якої леви доїдали останки;
- проблеми з зубами левів, через які вони не могли полювати на звичайну здобич;
- пошкоджена щелепа першого лева.

## У кіно
Книга Паттерсона стала основою для фільмів «Диявол Бвана» (1952), «Убивці з Кіліманджаро» (1959) і «Примара і Темрява» (1996). В останньому фільмі роль Паттерсона зіграв Вел Кілмер, а леви отримали імена — Примара й Темрява.